# Tiroteo en Mladenovac
El Tiroteo en Mladenovac, fue un tiroteo masivo, ocurrido en la tarde del 4 de mayo de 2023, cuando un hombre serbio de 21 años, armado con un rifle de asalto, abrió fuego desde un automóvil en Dubona y Šepšin, pueblos en el municipio de Mladenovac, Belgrado, Serbia, y Malo Orašje, Smederevo, y mató a al menos ocho personas, incluido un policía, e hirió a catorce. El perpetrador luego se fue antes de ser arrestado al día siguiente cerca de Kragujevac. El tiroteo ocurrió el día después de un tiroteo en una escuela primaria en Belgrado, la capital de Serbia.

## Antecedentes
Serbia tiene leyes estrictas sobre armas, pero tiene una de las tasas de posesión de armas per cápita más altas del mundo. En el 2021, con un estimado de 39 armas de fuego de propiedad privada por cada 100 personas, Serbia fue el tercer país a nivel mundial en esta estadística, detrás de los Estados Unidos y Yemen. Junto con una cultura de propiedad de armas y muchos hogares que guardan trofeos de guerra de las guerras del siglo XX, las armas ilegales se generalizaron en algunos de los países de la región después de las Guerras Yugoslavas en la década de 1990.
Los tiroteos masivos son raros en Serbia, como en la mayor parte del sudeste de Europa.. Ha habido cuatro tiroteos masivos anteriores en el siglo XXI: los asesinatos de Jabukovac de 2007 durante los cuales nueve personas murieron y cinco resultaron heridas, el tiroteo de Velika Ivanča de 2013, en el que murieron 14 personas, el tiroteo de Žitište de 2016, en el que cinco personas fueron muertos y 22 heridos, y el tiroteo en la escuela primaria Vladislav Ribnikar que había ocurrido el día anterior, lo que llevó al gobierno serbio a proponer regulaciones más estrictas sobre la posesión de armas.

## Tiroteo
El sospechoso, Uroš Blažić, de 21 años, estaba con algunas de las víctimas cuando estalló una discusión en el patio trasero de una escuela. Presuntamente tomó un rifle de su casa y comenzó a disparar en Dubona, después de lo cual fue a Malo Orašje.  Después del disparo inicial, la policía emitió una orden de arresto contra él y lo buscó en Mali Požarevac, donde fue visto por última vez. A las 18:08, se informó de un tiroteo relacionado en el pueblo vecino de Šepšin. Allí, la policía vio al sospechoso y supuestamente les disparó.  Todas las carreteras alrededor de Mladenovac hacia Dubona y Šepšin fueron cerradas después del tiroteo.
El sospechoso detuvo un taxi que luego lo llevó a Vinjište, cerca de Kragujevac, donde se escondió y finalmente fue arrestado. El sospechoso supuestamente estaba solo mientras ocurría el tiroteo. El sospechoso fue llevado a una comisaría de Smederevo el 5 de mayo y luego se ordenó su detención durante 48 horas.
El tío y el abuelo del sospechoso también fueron arrestados.  La policía había encontrado cuatro bombas, una pistola de bengalas, una metralleta, dos silenciadores, un cuchillo de cazador y varias municiones en la casa del abuelo del sospechoso.

## Víctimas
Al menos ocho personas murieron, incluido un policía de 22 años, su hermana de 19 años, un hombre de 21 años y un hombre de 25 años.  Al menos dos de las víctimas murieron en el lugar, mientras que al menos otras dos fallecieron más tarde en el hospital. Según el Ministerio del Interior, otros catorce, incluidos niños, resultaron heridos. Los heridos fueron enviados al Centro Hospitalario Universitario Dr. Dragiša Mišović, donde murió un niño nacido en 2008. La ministra de Salud, Danica Grujičić, dijo que todos los heridos se encuentran en una situación que pone en peligro la vida.

## Respuesta al tiroteo
Se informó que la gendarmería, la unidad especial antiterrorista y la unidad de helicópteros llegaron a las aldeas de Mladenovac y Dubona. Según los medios de comunicación serbios, los agentes de policía instalaron puestos de control y detuvieron los automóviles mientras buscaban al pistolero. También se enviaron helicópteros, drones y múltiples patrullas policiales al área que rodea a Dubona. Según los informes, Grujičić y el jefe de la Agencia de Inteligencia de Seguridad, Aleksandar Vulin, viajaron a la zona. El Ministerio de Salud organizó una donación de sangre para los heridos.
El ministro del Interior, Bratislav Gašić, y el presidente de Serbia, Aleksandar Vučić, denunciaron el tiroteo como un acto terrorista. En una conferencia de prensa el 5 de mayo, Vučić anunció nuevas medidas y agregó que el sospechoso "no volverá a ver la luz del día", que "no saldrá de la prisión" y que todas las personas que tengan armas serán sometidas a un auditoría. Las nuevas medidas incluyen una moratoria sobre los permisos de armas, más controles médicos y psicológicos para los propietarios de armas y la contratación de 1.200 policías en las escuelas. También anunció que las nuevas medidas "desarmarán casi por completo a Serbia".  Las medidas fueron adoptadas por el gobierno ese mismo día.
Tras los disparos, los partidos de la oposición, a saber, el grupo parlamentario Ujedinjeni, el Partido Popular, No dejes que Belgrado se ahogue, Juntos, el Partido Democrático y Dveri anunciaron que organizarían una protesta contra la violencia el 8 de mayo. Los manifestantes se reunieron frente al parlamento del país antes de marchar en silencio por las calles cerca de las oficinas del gobierno de Sebian para exigir la renuncia de Vulin, Gašić, el ministro de Educación Branko Ružić y el consejo del Organismo Regulador de Medios Electrónicos [sr], así como cancelar programas que promuevan la violencia y clausurar medios y tabloides que publiquen noticias falsas y violen el Código Periodístico. En respuesta, la primera ministra Ana Brnabić los acusó de "politizar" los tiroteos.  A la protesta en Belgrado, según los organizadores, asistieron aproximadamente 50.000 manifestantes.